# 宝林 (位号)
宝林是中國帝王妃嬪称号。
汉魏时，既有保林之号。
隋炀帝时始設，为正五品，列八十一御妻，定员二十名。
御女二十四员，正六品；
采女三十七员，正七品。
唐朝后宫八十一御妻，
宝林定员二十七名。
御女二十七人，正七品；
采女二十七人，正八品。
龙朔二年（662年）设置卫仙六人取代宝林。
咸亨二年（671年）复旧。
唐玄宗设置才人七人取代，正四品。
南朝齐、南朝梁的太子妾室也有宝林。金朝后宫也有宝林。
- 唐高祖张宝林，生郑王李元懿。
- 唐高祖柳宝林，生滕王李元婴。